# 4108 Rakos
4108 Rakos este un asteroid din centura principală, descoperit pe 16 octombrie 1977 de Cornelis van Houten și Tom Gehrels.